# Mittelmeerdivision
La Mittelmeerdivision (division de la Méditerranée en français) est une division de la Kaiserliche Marine (marine impériale allemande). Elle est constituée de deux navires : le croiseur de bataille SMS Goeben et le croiseur léger SMS Breslau. Elle est en service durant la première guerre balkanique à partir de novembre 1912 et elle atteint Constantinople le 15 novembre, la deuxième guerre balkanique et la Première Guerre mondiale. Elle est dissoute quatre ans après que les navires soient transférés à la marine ottomane après la poursuite du Goeben et du Breslau par les croiseurs de batailles britanniques HMS Indomitable,  HMS Indefatigable et les croiseurs légers HMS Dublin (en) and HMS Gloucester.

## Composition
- SMS Loreley (de), 7 septembre 1896–2 novembre 1918
- SMS Geier, mai 1912–août 1913
- SMS Goeben, novembre 1912–16 août 1914
- SMS Hertha, 2 novembre 1912–février 1913
- SMS Breslau, 3 novembre 1912–16 août 1914
- SMS Vineta, 7 novembre 1912–9 décembre 1912
- SMS Dresden, 6 avril 1913- 23 septembre 1913
- SMS Straßburg, 6 avril 1913 -23 septembre 1913

## Commandants
| Période de commandement              | Nom                                     | Navire amiral      |
| ------------------------------------ | --------------------------------------- | ------------------ |
| 5 november 1912 au 22 octobre 1913   | Konteradmiral Konrad Trummler (de)      | SMS Goeben         |
| 23 octobre 1913 au 15 août 1914      | Konteradmiral Wilhelm Souchon           | SMS Goeben         |
| 16 août 1914 au 3 septembre 1917     | Vizeadmiral Wilhelm Souchon             | Yavuz Sultan Selim |
| 4 septembre 1917 au 2 septembre 1918 | Vizeadmiral Hubert von Rebeur-Paschwitz | Yavuz Sultan Selim |